# (73899) 1997 EV49
(73899) 1997 EV49 – planetoida z pasa głównego asteroid okrążająca Słońce w ciągu 3,81 lat w średniej odległości 2,44 j.a. Odkryta 5 marca 1997 roku.